# Tahamí
Tahami (pl. Tahamies), jedni od nekadašnjih plemena porodice Cariban koji su živjeli u Kolumbiji na planinskim područjima koja danas pripadaju departmanu Antioquia. Sarah Woods u svojoj knizi  'Colombia' , locira ih između rijeka Porce i Magdalena.
Njihova kultura i jezik slični su onoj susjednih Nutabe Indijanaca, između rijeka Porce i Cauca. I Nutabe i Tahamí sastojali su se od malenih poglavištava.Dok su Nutabe bili veliki uzgajivači kukuruza, pamuka, graha i voća, Tahamí su bili trgovci koji su putovali teritorijem i trgovali.
Na plemenskom području najpoznatija je monolitna kamena formacija koju su oni nazivali "mojarrá" ili "mujará" (stijena ili kamen) i koju su ovi Indijanci obožavali, a u španjolskom jeziku naziva se Piedra de El Peñol ili Peñon de Guatape.